# گئورگ پلیسار
گئورگ پلیسار (استونیایی: Georg Pelisaar؛ زادهٔ ۷ دسامبر ۱۹۵۸) روزنامه‌نگار، سیاستمدار و نماینده سابق مجلس اهل استونی است.